# 鲁东大学

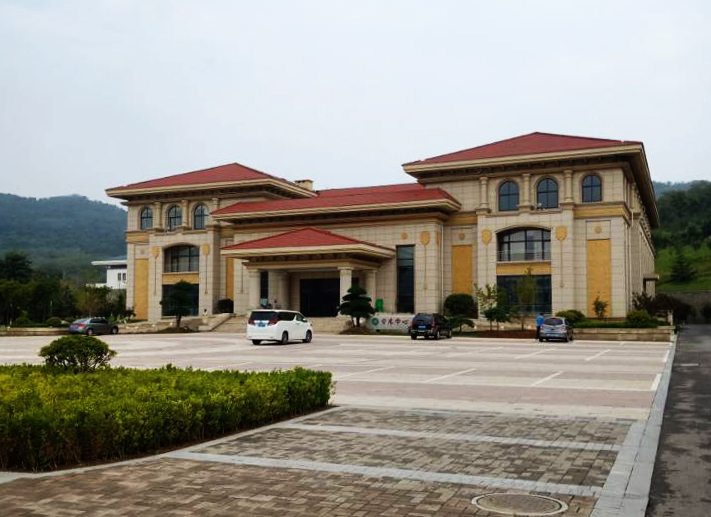
鲁东大学

鲁东大学位于中国山东省烟台市，肇始自1930年创建的山东省立第二乡村师范学校，2006年改名鲁东大学。

## 历史沿革
1930年，山东省立第二乡村师范学校成立。1934年易名为山东省立莱阳简易乡村师范学校。1937年停办。
1938年8月，胶东公学成立，1945年春停办。同年11月26日，胶东行署决定以莱阳中学为基础，恢复胶东公学。1946年3月，在胶东公学师范部的基础上成立胶东师范学校，校址在莱东县朱岚村。1948年1月停办，10月在莱阳复校，校址在莱阳南大寺街西仙游宫。1950年12月更名为山东省莱阳师范学校。1958年在莱阳师范学校的基础上成立了莱阳师范专科学校。1961年迁址烟台市，改名烟台师范专科学校。1962年10月改名为烟台教师进修学校。1963年5月，恢复名称为烟台师范专科学校。1971年恢复招生。1984年1月升格为烟台师范学院，2006年改名为鲁东大学。

## 院部设置
学校现设24个学院、60个本科招生专业，有1个博士后科研流动站、21个一级学科硕士点、20个专业硕士学位授权类别。
- 马克思主义学院
- 文学院
- 外国语学院
- 历史文化学院（传统文化与现代思想研究院）
- 法学院
- 教育科学学院（问题青少年教育矫正研究院）
- 初等教育学院
- 体育学院
- 商学院
- 数学与统计科学学院
- 物理与光电工程学院
- 化学与材料科学学院
- 生命科学学院
- 资源与环境工程学院
- 交通学院
- 蔚山船舶与海洋学院
- 土木工程学院
- 水利工程学院（跨海工程研究院、环渤海发展研究院）
- 信息与电气工程学院
- 集成电路学院
- 食品工程学院
- 农学院
- 艺术学院
- 国际教育学院
- 张炜文学研究院（万松浦书院、胶东文化研究院、文学博物馆）
- 滨海生态高等研究院
- 农林工程研究院[4]

## 争议事件
2022年3月31日，鲁东大学因为一位研究生孙健“在个人微信公众号上多次发表针对国家和地方疫情防控政策的言论”并在校内抗议封校的防堵新冠病毒的措施而将其开除。